# Fabrizio Mori
Fabrizio Mori (* 28. Juni 1969 in Livorno) ist ein ehemaliger italienischer Leichtathlet, dessen Spezialdisziplin der 400-Meter-Hürdenlauf war.
Fabrizio Mori erreichte als Sechster in 48,41 s bei den Olympischen Spielen 1996 zum ersten Mal ein großes Finale, nachdem er vorher bei drei Weltmeisterschaften und einmal bei Europameisterschaften jeweils im Halbfinale gescheitert war. 1997 wurde er bei den Weltmeisterschaften in Athen Vierter in 48,05 s. 1998 gewann er in 48,71 s Bronze bei den Europameisterschaften in Budapest.
In Sevilla bei den Weltmeisterschaften 1999 wurde er im Halbfinale zunächst disqualifiziert, durfte dann aber nach Protest doch im Finale starten. Er gewann in 47,72 s. Bei den Olympischen Spielen 2000 in Sydney wurde er in 48,78 s Siebter. Den aktuellen nationalen Rekord stellte er 2001 auf, als er bei den Weltmeisterschaften in Edmonton in 47,54 s Silber hinter Félix Sánchez aus der Dominikanischen Republik gewann. 2002 wurde er in 49,05 s noch einmal Fünfter bei den Europameisterschaften in München. 
Bei einer Körpergröße von 1,75 m hatte er ein Wettkampfgewicht von 68 kg.

## Auszeichnungen
- Italiens Sportler des Jahres (La Gazzetta dello Sport): 1999